# バーバラ・コクラン
バーバラ・コクラン（Barbara Ann Cochran 1951年1月4日- ）はアメリカ合衆国ニューハンプシャー州クレアモント出身の元アルペンスキー選手。

## 人物
彼女は有名なコクランファミリーの一員である（バーバラ・アン以外に全米チャンピオン9度のボブ・コクラン、全米チャンピオン3度のマリリン・コクラン、リンディ・コクラン、甥のジミー・コクラン、ロジャー・ブラウン、ティム・ケリー、姪のジェシカ・ケリーなどがいる。)。
父親のミッキー・コクラン（アメリカ代表コーチを長年務めた）が1961年に自前のスキー場で始めたスクールで腕を磨き、1968年に17歳でアルペンスキー・ワールドカップにデビュー、回転6位となった。
現役引退後のバーバラはバーモント州Starksboroにて実家のスキースクールで指導者として活躍している。
息子のライアンもアルペンレーサーで、アルペンスキー・ワールドカップで活躍している。

## 主な成績
- 1970年 アルペンスキー世界選手権回転 銀メダル（イタリア、ヴァル・ガルデナ）
- 1972年 札幌オリンピック回転 金メダル（銀メダルのダニエル・デベルナールとはわずか0.02秒差だった）
- アルペンスキー・ワールドカップ 3勝
- 全米チャンピオン2回（1969年大回転、1971年大回転）

## ワールドカップ勝利
| 日付          | 開催地           | 種目   |
| ------------- | ---------------- | ------ |
| 1970年1月18日 | マリボル         | 回転   |
| 1971年2月24日 | ヘブンリーバレー | 回転   |
| 1971年2月26日 | ヘブンリーバレー | 大回転 |